# Cuerpos de Russell

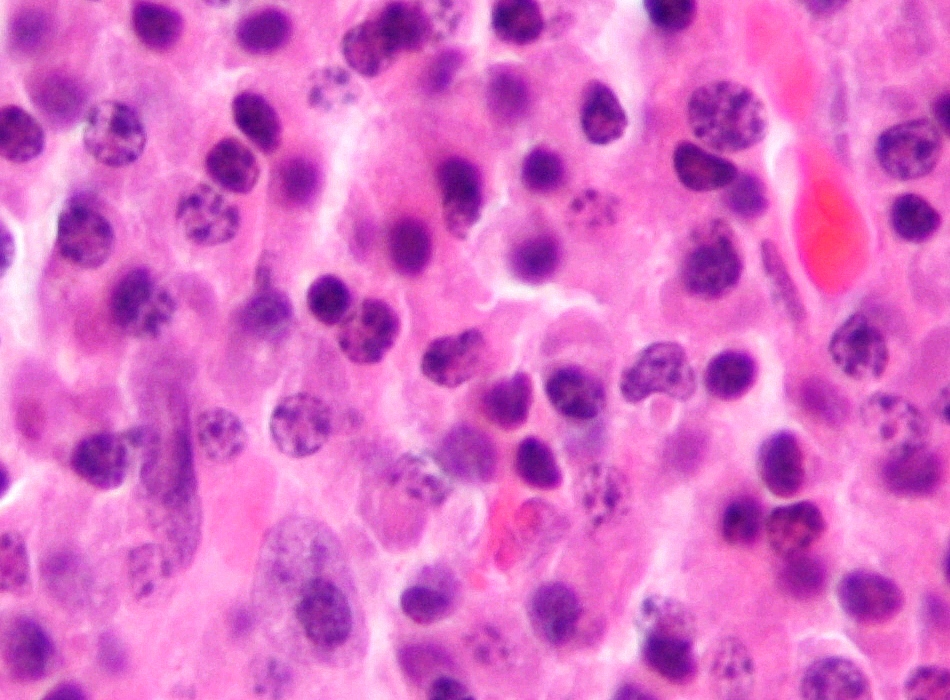
Plasmacitoma con un cuerpo de Russell (centro-izquierda). Tinción hematoxilina-eosina.

Los cuerpos de Russell son grandes inclusiones homogéneas, de aspecto redondeados y eosinofílicas producidas por la acumulación de inmunoglobulinas recién sintetizadas, en el retículo endoplasmático rugoso de algunas células plasmáticas.
Es un tipo celular encontrado en el mieloma múltiple.